# Пасманець струмковий
Пасманець струмковий, стрічкар спірейний, чорнявка спірейна (Neptis rivularis) — вид денних метеликів родини сонцевиків (Nymphalidae).

## Поширення
Вид поширений у Центральній та Східній Європі і помірній Азії від Франції до Японії.

## Опис
Довжина переднього крила — 18-29 мм. Верх крил від темно-коричневого до чорного, з безліччю великих і дрібніших білих плям. Низ коричневий, з білими плямами. Самиці більші за самців і мають на крилах ширші білі перев'язі.

## Спосіб життя
Метелики літають з травня до початку серпня. Трапляються у рідколіссях, на узліссях та галявинах, серед чагарників. За рік буває одне покоління. Самиця відкладає яйця поштучно на верхню сторону листя кормових рослин. Гусениці живляться таволгою, таволжником та гадючником. Зимують гусениці третього віку в згорнутих трубкою листках.